# National Elk Refuge
Il National Elk Refuge è un'area naturale protetta nello stato del Wyoming, Stati Uniti. Fu istituita nel 1912 con lo scopo di conservare e proteggere l'habitat ed offrire un rifugio alla più grande mandria di wapiti (Cervus canadensis) della Terra. L'area protetta è situata a nord-est della cittadina di Jackson e confina ad est con la foresta nazionale di Bridger-Teton ed a nord con il parco nazionale del Grand Teton. Durante l'inverno vi si radunano più di 7.500 wapiti.
Il rifugio è gestito dallo United States Fish and Wildlife Service, un'agenzia governativa dipendente dal Dipartimento degli Interni degli Stati Uniti.

## Territorio
L'area protetta si estende su una superficie di 101 km² di prati e paludi lungo il fondovalle di Jackson Hole, dominato dagli affioramenti rocciosi lungo le pendici della montagna ricoperte dall'Artemisia tridentata.

## Fauna

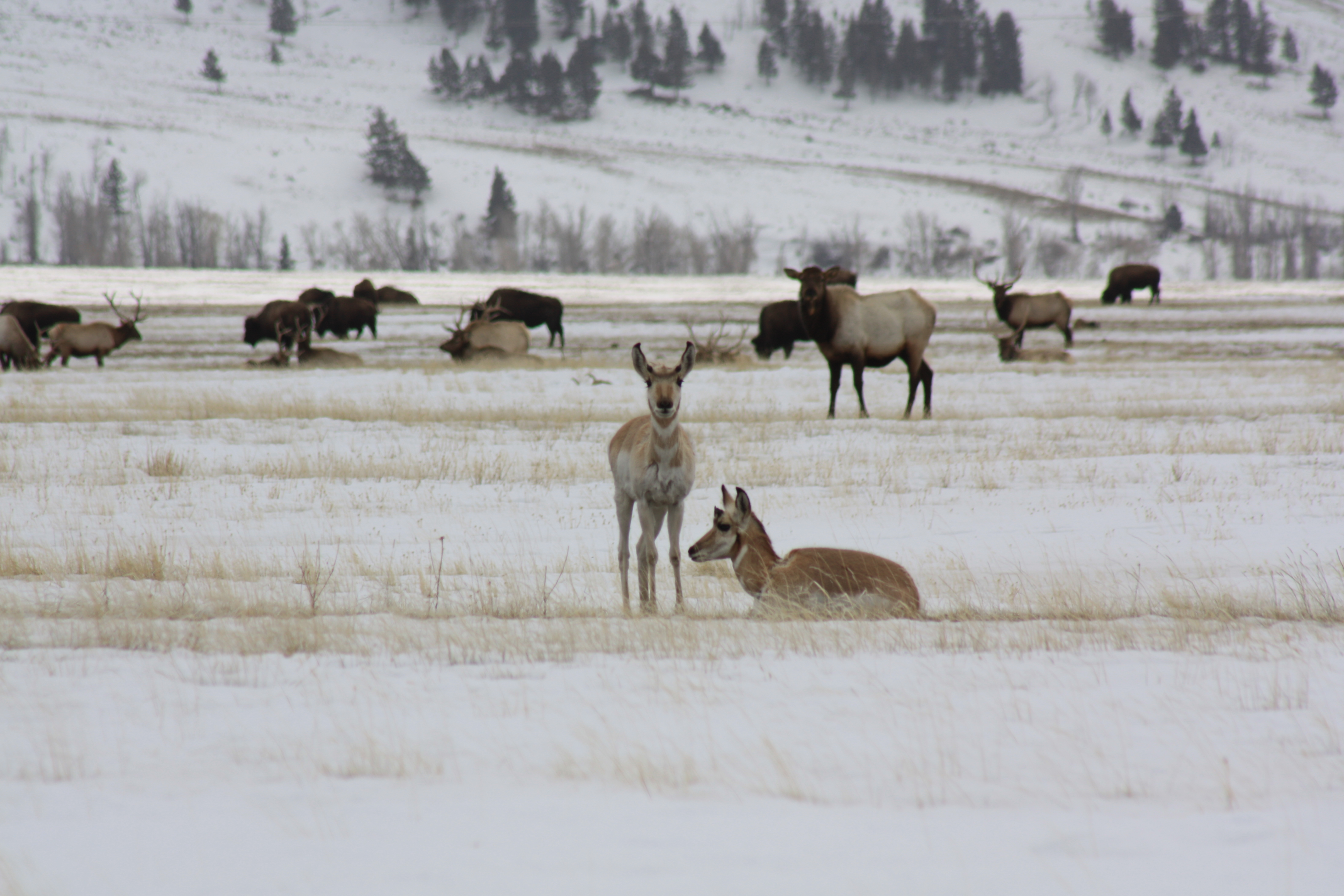
Grossi erbivori: antilocapre,wapiti,bisonti

Nell'area protetta trova inoltre ospitalità, durante l'inverno, la più grande mandria di bisonti (Bison bison bison) nell'ambito della gestione federale, composta da oltre 1.000 esemplari. Molte altre specie animali vivono nella zona e, tra queste, la pecora delle montagne rocciose (Ovis canadensis), l'antilocapra (Antilocapra americana), il cervo mulo (Odocoileus hemionus) e, lungo le rive del Flat Creek, che scorre attraversando il rifugio in direzione sud verso la città di Jackson, qualche esemplare di cigno trombettiere (Cygnus buccinator). 
In totale sono state avvistate e documentate 47 specie di mammiferi e 147 specie di uccelli, con rari avvistamenti di lupi grigi e grizzly.

### La migrazione degli wapiti

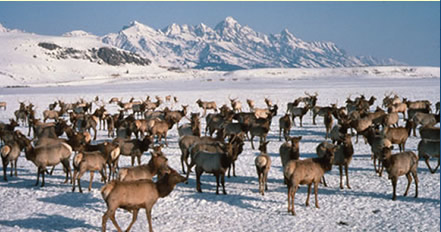
Wapiti nel rifugio durante l'inverno.

La lunga migrazione degli wapiti, dal Parco nazionale di Yellowstone verso il rifugio, avviene durante l'autunno verso le pianure erbose che, solitamente, sono sgombre dalla neve per la maggior parte dell'inverno. A primavera il branco segue le nevi che si ritirano lentamente, dirigendosi di nuovo a Nord, verso Yellowstone. 
La dimensione originale, all'inizio del XIX secolo, della mandria di wapiti è stata stimata in oltre 25.000 esemplari. L'espansione della città di Jackson ha ostruito il percorso di migrazione dalla fine dell'ottocento e la mandria è stata gravemente ridotta nelle dimensioni a causa del clima ostile e della carenza di cibo. Un movimento per la protezione e l'incremento delle mandrie restanti ha cominciato ad operare all'inizio del Novecento, conseguentemente alla creazione del rifugio.

La mandria, durante i rigidi inverni di Jackson Hole, è mantenuta in vita attraverso la somministrazione di alimenti. L'abbattimento dei wapiti è consentito, ma è regolamentata da una severa programmazione della caccia. I palchi, che cadono ogni anno, sono raccolti, dal 1950, dai boy scout previa autorizzazione, e l'80% del ricavato della loro vendita all'asta è restituito all'amministrazione del rifugio per l'acquisto di mangimi, per la ricerca e la gestione della mandria, al fine di assicurarne la sopravvivenza. 
Circa 4.500-5.000 kg di corna sono posti all'asta ogni anno. L'aumento di valore ha comportato un aumento proporzionale nel furto delle corna.
La migrazione più lunga dei wapiti verso il rifugio avviene, attualmente, dalla parte meridionale del Parco nazionale di Yellowstone, attraversando il Parco nazionale del Grand Teton; è la seconda migrazione più lunga, compiuta da ungulati, degli Stati Uniti. La prima è la migrazione dell'antilocapra, dal bacino del Green River e Jackson Hole, in Wyoming.

## Curiosità

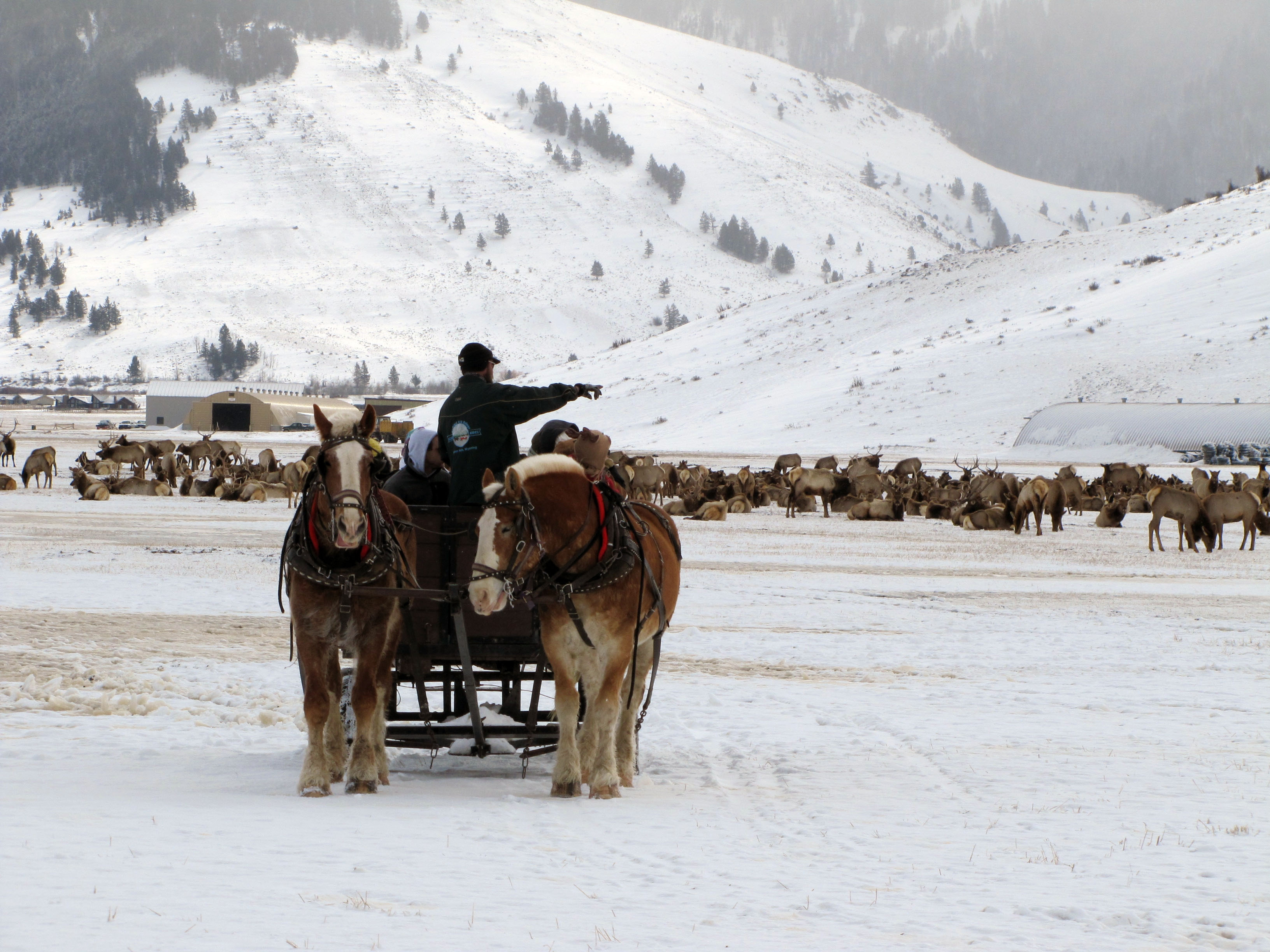
Escursione in slitta

Le attività praticabili presso l'area protetta comprendono le escursioni in slitta trainata da cavalli, che permettono ai visitatori di osservare le mandrie da vicino, durante i mesi invernali.